# Adam Próchnik

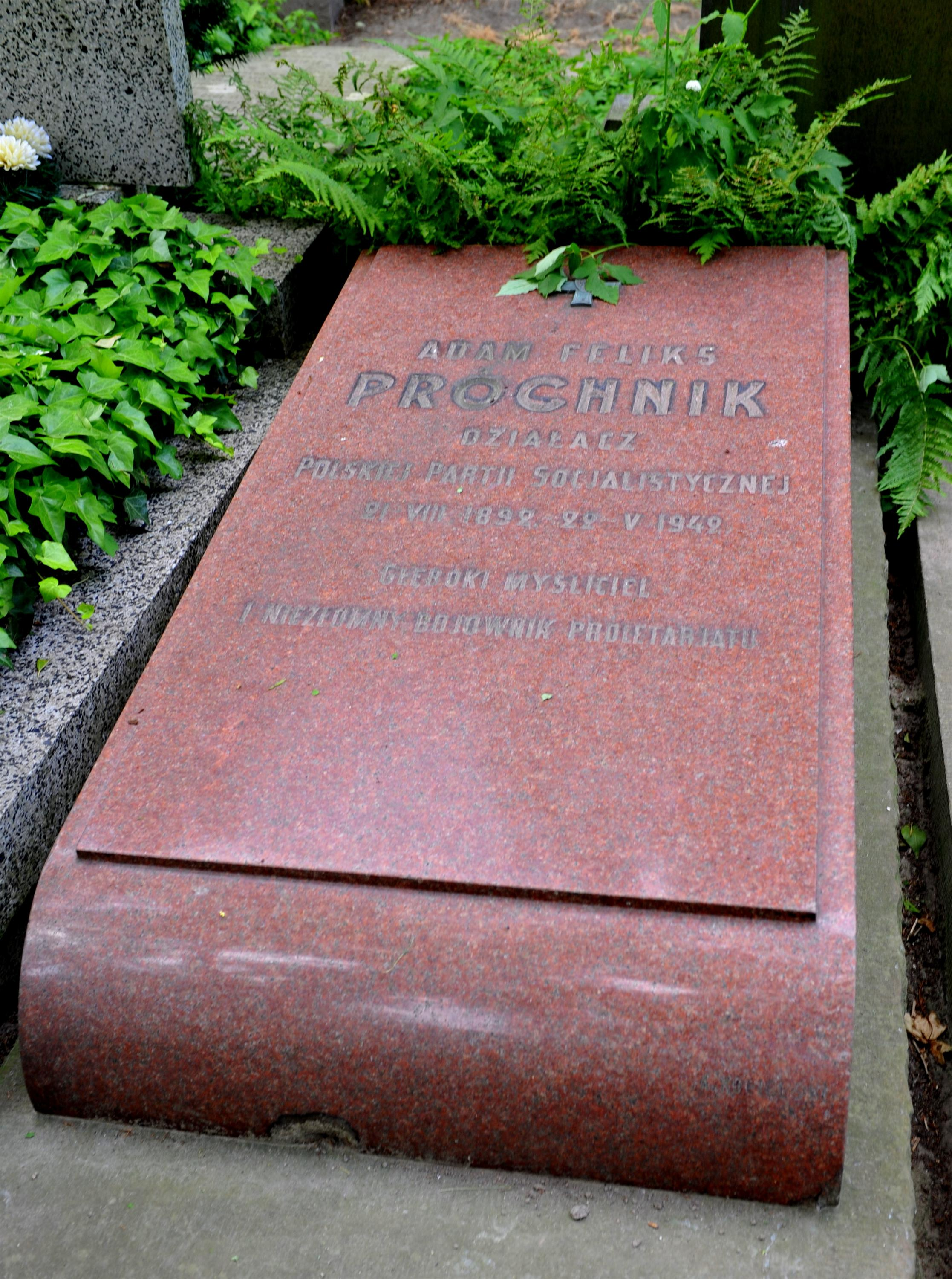
Grób Adama Próchnika na warszawskim cmentarzu ewangelicko-reformowanym

Adam Feliks Próchnik, ps. Roman III, Henryk Swoboda (ur. 21 sierpnia 1892 we Lwowie, zm. 22 maja 1942 w Warszawie) – polski działacz socjalistyczny i oświatowy, historyk, podporucznik rezerwy piechoty Wojska Polskiego, poseł na Sejm II kadencji.

## Lata młodości
Zgodnie z zapisem metrykalnym był synem Izydora Próchnika, urzędnika Banku Włościańskiego, oraz Felicji z domu Nossig, działaczki społecznej i organizatorki ruchu kobiecego, siostry Alfreda Nossiga. Według wszelkiego prawdopodobieństwa był jednak synem Felicji Nossig i Ignacego Daszyńskiego.
W 1895 zamieszkał z matką w Bernie w Szwajcarii, gdzie Felicja rozpoczęła studia socjologiczne i napisała pracę doktorską. Od 1900 przebywali w Paryżu. W 1902 powrócili do Lwowa, gdzie Próchnik podjął naukę w III Cesarsko-Królewskim Gimnazjum im. Franciszka Józefa (następnie przekształconym w VII Gimnazjum). Wstąpił do konspiracyjnej postępowej organizacji akademickiej „Promieniści” i na przełomie 1908 i 1909 stał się jej kierownikiem. Od 1908 publikował artykuły na łamach „Promienia”, organu prasowego „Promienistych”.
W 1908 wstąpił do tajnego Związku Walki Czynnej we Lwowie. W tym czasie Związek liczył 54 szeregowców i 10 wykładowców. W Związku przeszedł kurs niższy (żołnierski), średni (podoficerski) i wyższy (oficerski), a w 1910 przystąpił do legalnego Związku Strzeleckiego, którego lwowską sekcją dowodził Władysław Sikorski. W 1911 po ukończeniu gimnazjum rozpoczął studia historyczne na Uniwersytecie Lwowskim, gdzie w 1917 uzyskał doktorat. Podczas studiów rozpoczął działalność w Polskiej Partii Socjalno-Demokratycznej Galicji i Śląska Cieszyńskiego. W tym samym czasie działał w Towarzystwie Szkoły Ludowej w Galicji.
2 sierpnia 1914 zmobilizowany do cesarsko-królewskiej Obrony Krajowej, brał udział w walkach na froncie karpackim. W 1916 z uwagi na odmrożenia zagrożony amputacją obu nóg. Dzięki interwencji Ignacego Daszyńskiego został ewakuowany do Wiednia. Opuścił szpital w kwietniu 1917. Wówczas obronił doktorat. Jego oddziałem macierzystym był Pułk Strzelców Nr 19. Na stopień podporucznika rezerwy został mianowany ze starszeństwem z 1 grudnia 1917.
W 1918 we Lwowie stworzył „Wolność”, organizację podległą Komendzie Głównej POW obejmującej oficerów Polaków w armii austriackiej. Był pierwszym komendantem „Wolności”, organizował dezercje z armii. W październiku 1918 został aresztowany przez wywiad austriacki. Zagrożony karą śmierci, został uratowany dzięki interwencjom Ignacego Daszyńskiego. Został uwolniony 1 listopada 1918 po rozpoczęciu we Lwowie walk polsko-ukraińskich. Od 3 listopada 1918 uczestniczył w działaniach bojowych przy sztabie Odcinka III. Po odsieczy Lwowa przez oddziały Michała Tokarzewskiego-Karaszewicza w stopniu podporucznika podjął służbę w 5 pułku piechoty Legionów. 8 stycznia 1924 został zatwierdzony w stopniu podporucznika ze starszeństwem z 1 czerwca 1919 i 669. lokatą w korpusie oficerów rezerwy. Posiadał przydział w rezerwie do 25 Pułku Piechoty w Piotrkowie. W 1934, w tym samym stopniu i starszeństwie, posiadał przydział do Oficerskiej Kadry Okręgowej Nr I.

## Działalność w Piotrkowie Trybunalskim
W marcu 1919 zamieszkał w Piotrkowie Trybunalskim, gdzie rozpoczął działalność w PPS, kierowanej wówczas przez jego przyjaciela Bolesława Dratwę. W 1919 został ławnikiem Rady Miejskiej w Piotrkowie, kierując wydziałami szkolnictwa i oświaty pozaszkolnej. Od marca 1920 był przewodniczącym Okręgowego Komitetu Robotniczego PPS w Piotrkowie. Mimo że przeciwstawiał się udziałowi PPS w rządzie koalicyjnym, w 1920 zorganizował Piotrkowski Komitet Obywatelski Obrony Państwa. Organizował wsparcie dla przyłączenia Śląska do Polski.
Od 1919 do 1927 kierował Archiwum Państwowym w Piotrkowie Trybunalskim, jednak wkrótce został zwolniony ze stanowiska kierownika i przeniesiony na stanowisko archiwisty przez Ministerstwo Wyznań Religijnych i Oświecenia Publicznego. W tym samym czasie pracował także jako nauczyciel historii w Szkole Handlowej, a później Gimnazjum Związku Zawodowego Nauczycielstwa Polskiego Szkół Średnich. W maju 1923 zainicjował powstanie w Piotrkowie oddziału Towarzystwo Uniwersytetu Robotniczego, który skupił 250 członków i zorganizował drugą co do wielkości w Polsce bibliotekę TUR. Był również opiekunem Czerwonego Harcerstwa TUR.
Od 1925 do 1931 po zwycięstwie PPS w wyborach samorządowych wybrany został przewodniczącym Rady Miejskiej Piotrkowa Trybunalskiego. W wyborach parlamentarnych w 1928 w okręgu piotrkowskim razem z Zygmuntem Zarembą został wybrany na posła z ramienia PPS. W Sejmie pracował w trzech komisjach: administracyjnej, regulaminowej i nietykalności poselskiej oraz oświatowej. W grudniu 1928 został wiceprzewodniczącym Zarządu Głównego Związku Zawodowego Nauczycielstwa Polskiego Szkół Średnich (ZZNPSŚ). Po zjednoczeniu ze Związkiem Polskiego Nauczycielstwa Szkół Powszechnych (ZNPSP) w 1930 wszedł do Zarządu Głównego Związku Nauczycielstwa Polskiego, jednak złożył z niego rezygnację, gdy część członków Zarządu Głównego ZNP odmówiło podpisania protestu przeciw aresztowaniom posłów w Brześciu.
Po sprawie brzeskiej odmówiono mu pracy w szkolnictwie w Piotrkowie z uwagi – jak podano – „niepodania danych o kwalifikacjach” i karnie przeniesiono do Archiwum Państwowego w Poznaniu.

## Na warszawskim Żoliborzu

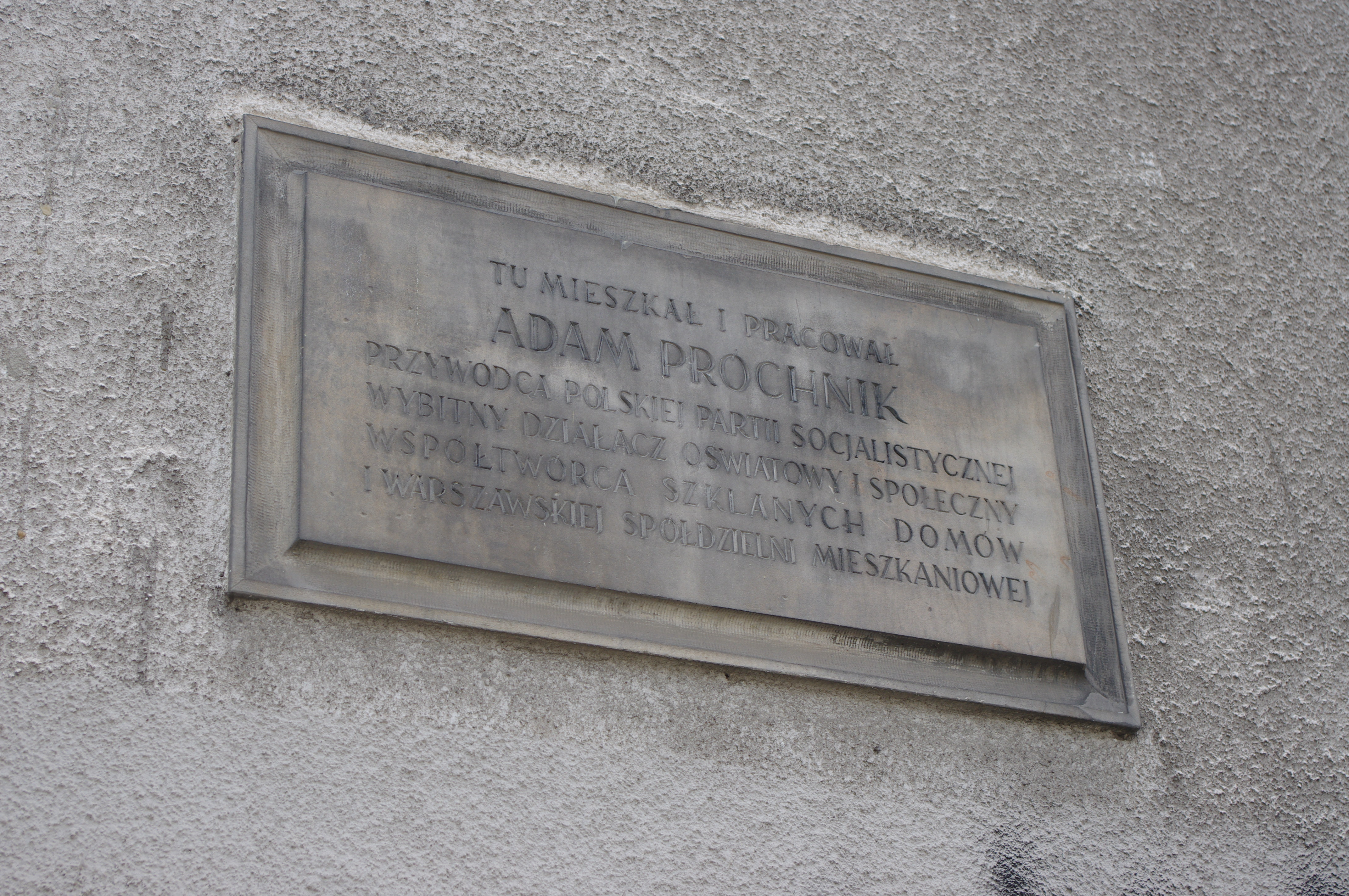
Tablica upamiętniająca Adama Próchnika na budynku przy ul. Krasińskiego 18 w Warszawie

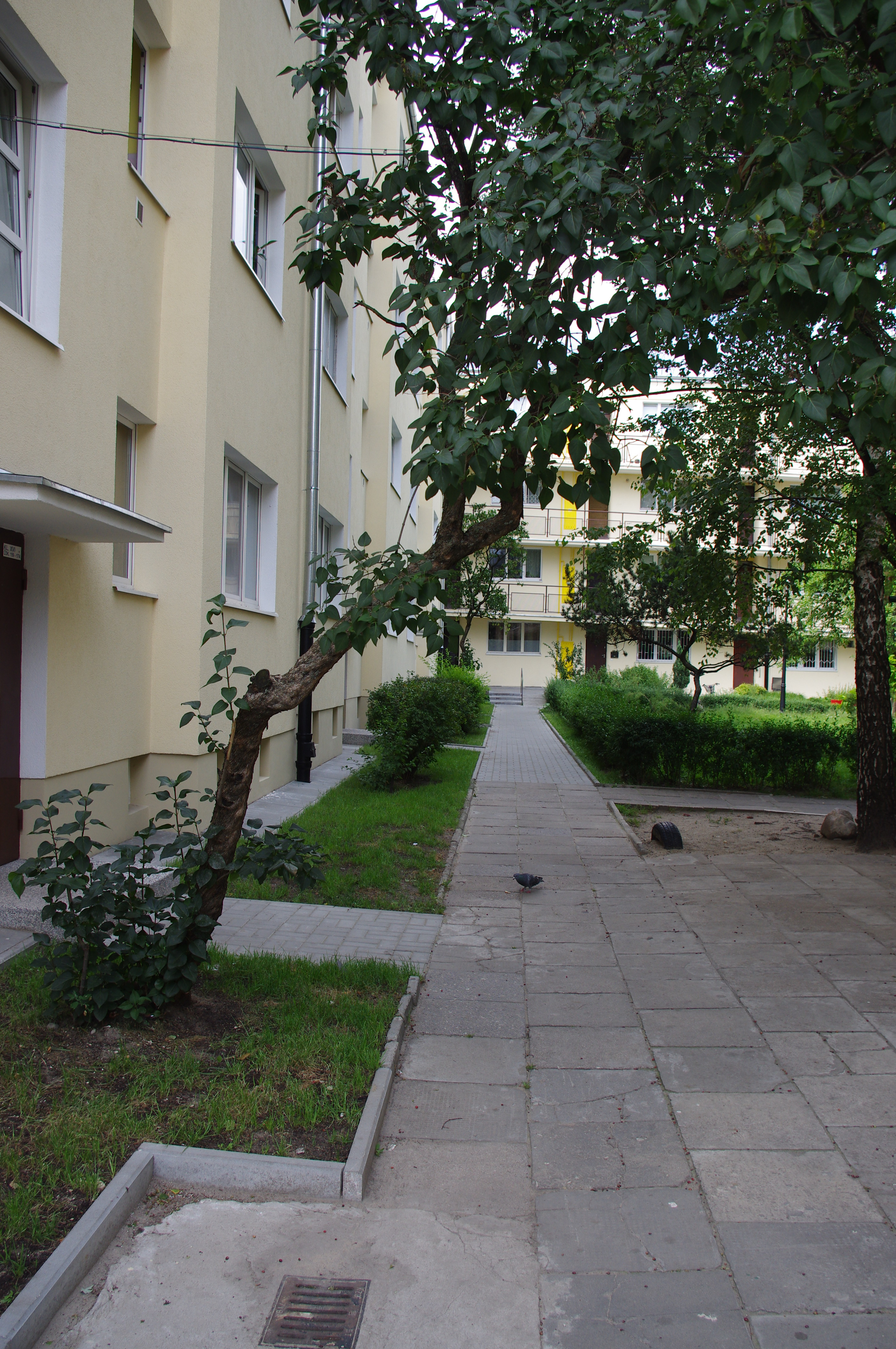
Budynek przy ul. Krasińskiego 18 w Warszawie na Starym Żoliborzu w tak zwanej kolonii artystów w którym mieszkali w różnych okresach, między innymi polityk Adam Próchnik, filozof Teofil Jaśkiewicz, śpiewak operowy Jerzy Kobza-Orłowski, działacz młodzieżowy Konstanty Jagiełło i fotograf Jan Bułhak

W 1931 umożliwiono mu podjęcie zatrudnienia w Archiwum Głównym Akt Dawnych w Warszawie, w związku z czym przeniósł się do Warszawy, gdzie kontynuował działalność w PPS oraz socjalistycznym ruchu spółdzielczym Warszawskiej Spółdzielni Mieszkaniowej (WSM), także kulturalno-oświatową. Od 1933 do 1939 przewodniczył Stowarzyszeniu Wzajemnej Pomocy Lokatorów WSM „Szklane Domy”. Był mieszkańcem IV kolonii WSM.
Od 1934 do 1939 członek Rady Naczelnej PPS.
W okresie 1933–1935 i 1937–1939 członek Warszawskiego Okręgowego Komitetu Robotniczego PPS. Zwolennik działań jednolitofrontowych. Po „procesach moskiewskich” zniechęcił się do współpracy z komunistami i opowiedział się za linią XXIV Kongresu PPS. W 1939 wybrany z ramienia PPS na radnego miasta Warszawy.
Uprawiał publicystykę społeczno-polityczną oraz prowadził badania historyczne; ogłosił liczne prace z zakresu najnowszych dziejów Polski i polskiego ruchu robotniczego. Pod nazwiskiem Henryk Swoboda opublikował Pierwsze piętnastolecie Polski niepodległej – zarys dziejów politycznych, skonfiskowaną przez cenzurę. W tym czasie był również działaczem Stowarzyszenia byłych Więźniów Politycznych i redaktorem kwartalnika „Kronika Ruchu Rewolucyjnego w Polsce”.

## II wojna światowa
Po agresji III Rzeszy i ZSRR na Polskę i okupacji terytorium kraju skupił wokół siebie grupę członków PPS z Warszawskiej Spółdzielni Mieszkaniowej (zwłaszcza ze stowarzyszenia „Szklane Domy”).
Grupa (w skład której wchodzili m.in. Julian Hochfeld, Alfred Jarecki, Edward Hryniewicz, Mieczysław Ferszt, Janina Święcicka, Józefa Podlasianka, Romuald Janicki) prowadziła działalność informacyjną i oświatową wśród młodzieży. Od 1940 grupa Próchnika zaczęła wydawać pismo „Biuletyn Informacyjny”. Współpracowali również z Komendą Obrońców Polski. Po wydaniu czterech numerów w styczniu 1940 nastąpiły aresztowania w Warszawskiej Spółdzielni Mieszkaniowej: (m.in. aresztowano współpracownika Próchnika Mariana Nowickiego).
Po pół roku Próchnik wznawia wydawanie pisma (pod nazwą „Uwagi polityczne”) i od lutego 1941 nawiązuje współpracę z grupą Barykada Wolności. Po połączeniu grupy z innymi tworzy konspiracyjną organizację Polscy Socjaliści stając na czele jej Komitetu Centralnego. We wrześniu 1941 z ramienia Polskich Socjalistów wchodzi w skład Politycznego Komitetu Porozumiewawczego pod ps. „Artur” (na miejsce Kazimierza Pużaka z PPS – WRN, który ustąpił z Komitetu na znak protestu przeciwko układowi Sikorski – Majski).
Pod auspicjami przewodniczącego Rady Naczelnej PPS Zygmunta Żuławskiego prowadził rozmowy na rzecz połączenia Polskich Socjalistów z PPS-WRN.
Zmarł 22 maja 1942 na serce przygotowując się do negocjacji połączeniowych z PPS-WRN. Został pochowany na cmentarzu ewangelicko-reformowanym w Warszawie (W/4/22).
Był odznaczony Krzyżem Niepodległości, trzykrotnie Krzyżem Walecznych, pośmiertnie Orderem Krzyża Grunwaldu I klasy, Krzyżem POW, Krzyżem Obrony Lwowa i Austro-Węgierskim Medalem Rannych.

## Upamiętnienie

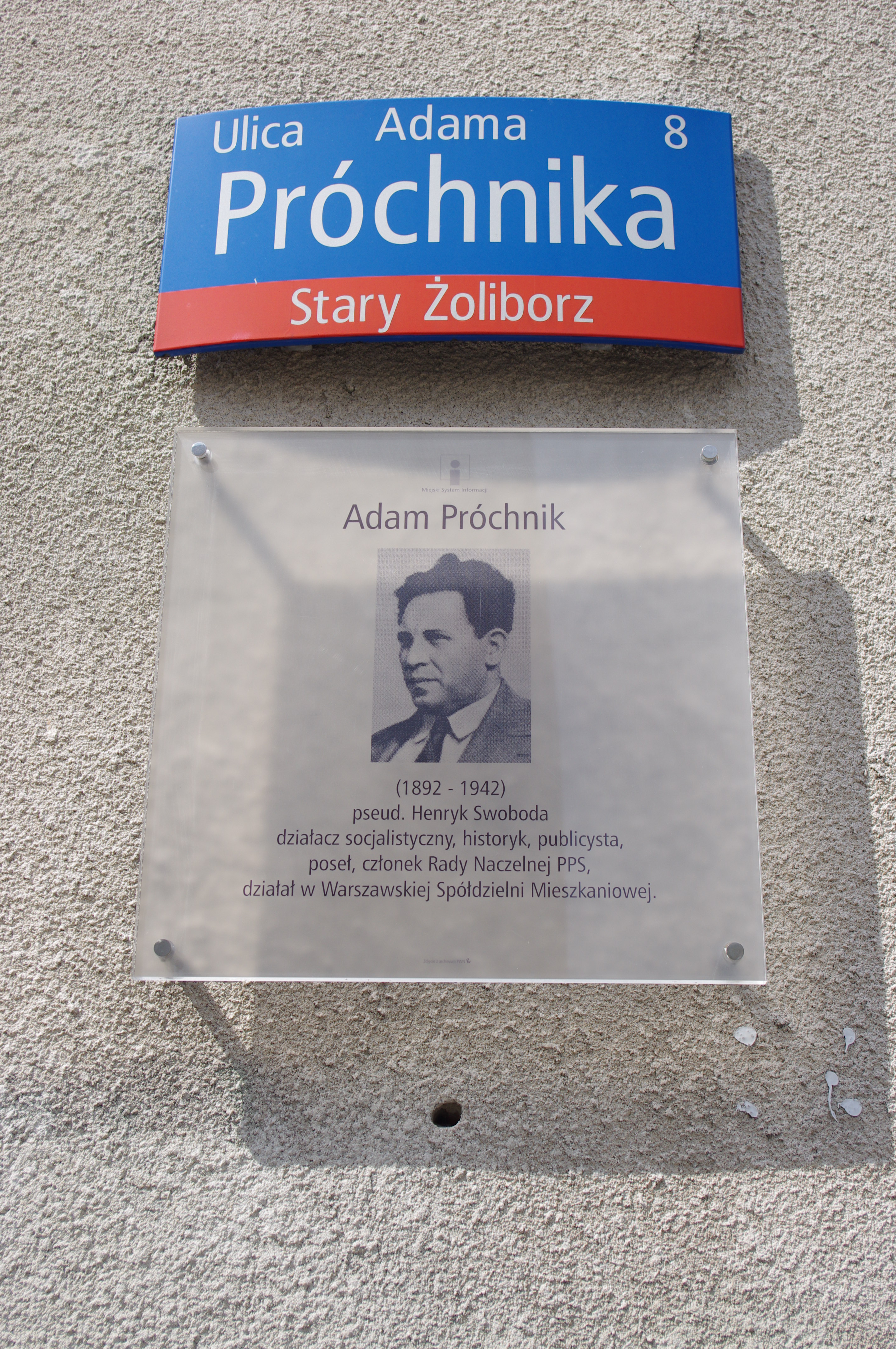
Tablica Miejskiego Systemu Informacji upamiętniająca Adama Próchnika na ul. Próchnika, na Starym Żoliborzu w Warszawie

Od 1946 imię Adam Próchnika otrzymała ulica na warszawskim Żoliborzu. Podobnie, ulice takie znajdują się w Elblągu, Łodzi (Śródmieście, Polesie) oraz w Bielsku-Białej, Piotrkowie Trybunalskim, Częstochowie, Koszalinie, Krakowie, Skierniewicach i Żyrardowie.
We Wrocławiu ulicę A.Próchnika, uchwałą Rady Miasta nr XXII/124/91 z dnia 8 maja 1991 r., zmieniono na ul. Gajowicką.
W maju 1948 przy ul. Krasińskiego 18 odsłonięto tablicę upamiętniającą Adama Próchnika. Od czerwca 1962 r. Próchnik jest patronem szkoły podstawowej nr 48 w Warszawie (była szkoła TPD, obecnie w składzie Zespołu Szkół nr 60). Szkoła otrzymała wówczas sztandar ufundowany przez Fabrykę Samochodów Osobowych na Żeraniu.
Od 1958 do 1999 imię Próchnika nosiły Zakłady Przemysłu Odzieżowego w Łodzi (fabryka zlikwidowana w 1999).
Imię Próchnika nosi Spółdzielnia Pracy „Elektromet” w Piotrkowie Trybunalskim. Od 1988 imię Próchnika nosi Miejska (a poprzednio Wojewódzka) Biblioteka Publiczna w Piotrkowie Trybunalskim. Biblioteka ta powstała w 1923 dzięki staraniom Adama Próchnika.
Imieniem Próchnika nazwano w 1990 Towarzystwo Naukowe (m.in. prof. dr hab. Jerzy Myśliński, prof. Krzysztof Dunin-Wąsowicz).

## Rodzina
Choć jego matka pochodziła z rodziny żydowskiej, przeszła na kalwinizm i w tym wyznaniu formalnie ochrzciła syna Adama.
Był trzykrotnie żonaty: w 1917 r. poślubił Jadwigę z Gorzyckich (1897-1970), z którą się rozwiódł w 1922 r. Miał z nią córkę Halszkę Joannę (1919-1968) żonę Andrzeja Munka. W 1925 r. poślubił w łódzkim kościele ewangelicko-reformowanym Elżbietę Józefę z Sawickich (1900-1935), z którą miał syna Ryszarda Kazimierza (1927-1944), wychowywanego po śmierci matki, przez babkę Felicję z Nossigów. Po raz trzeci poślubił w 1935 r. Irenę z Gomulińskich (1904-1944), z którą miał jedną córeczkę (1937-1942).

## Publikacje
- Obrona Lwowa od 1 do 22 listopada 1918, Zamość 1919;
- Demokracja Kościuszkowska, Lwów 1920, Warszawa 1947;
- Bunt łódzki w roku 1892, Warszawa (?) 1932;
- ps. „Henryk Swoboda”, „Pierwsze piętnastolecie Polski niepodległej” – początkowo w 1933 w odcinkach w „Robotniku” (cenzurowana), wydana w języku niemieckim w 1933. Wznowiona w 1957 oraz w 1983;
- W trzynastą rocznicę „Krwawej środy”, Warszawa 1936;
- Ideologia spółdzielczości robotniczej, Warszawa 1937;
- Co to jest spółdzielczość. Istota – cel – zadania, Warszawa 1937;
- Idee i ludzie, Warszawa 1938;
- Powstanie państwa polskiego, Warszawa 1939;
- Stronnictwa polityczne Wielkiej Rewolucji Francuskiej, Warszawa 1958;
- Studia z dziejów polskiego ruchu robotniczego (wybór K. Dunin-Wąsowicz), Warszawa 1958;
- Studia i szkice (wybór K. Dunin-Wąsowicz), Warszawa 1962;
- Francja i Polska w latach 1789–1794 (wybór K. Dunin-Wąsowicz), Warszawa 1964;
- Wybór publicystyki (wybór i komentarz M. M. Drozdowski i K. Dunin-Wąsowicz, Z. Marciniak, J. Żarnowski), Warszawa 1971.